# Marga Petersen
Marga Petersen (Brema, 18 settembre 1919 – Brema, 22 settembre 2002) è stata una velocista tedesca.
Nel 1952 prese parte ai Giochi olimpici di Helsinki dove arrivò in semifinale nei 100 metri piani, mentre vinse la medaglia d'argento nella staffetta 4×100 metri con Ursula Knab, Maria Sander e Helga Klein, andando ad eguagliare il record del mondo di questa specialità.

## Record nazionali
- Staffetta 4×100 metri: 45"9 (46"18) =  ( Helsinki, 27 luglio 1952)

## Palmarès
| Anno | Manifestazione  | Sede     | Evento                | Risultato    | Prestazione  | Note |
| ---- | --------------- | -------- | --------------------- | ------------ | ------------ | ---- |
| 1952 | Giochi olimpici | Helsinki | 100 metri piani       | elim. semif. | 12"1 (12"19) |      |
| 1952 | Giochi olimpici | Helsinki | Staffetta 4×100 metri | Argento      | 45"9 (46"18) | =    |